# Nhamatanda (distrito)
Nhamatanda é um distrito da província de Sofala, em Moçambique, com sede na Vila de Nhamatanda. 
Tem limite, a norte com o distrito de Gorongosa, a leste com o distrito do Dondo, a sul com o distrito do Búzi, a noroeste com os distritos de Chibabava e a oeste com o distrito de Gondola da província de Manica.
De acordo com o Censo de 1997, o distrito tem 137 930 habitantes e uma área de 3 975, daqui 
resultando uma densidade populacional de 34,7h/km². A 1 de Janeiro de 2005 a população estava 
estimada em cerca de 172 390 habitantes, e uma densidade populacional de 43 habitantes/km².

## Divisão Administrativa
O distrito está dividido em dois postos administrativos (Nhamatanda e Tica), compostos pelas seguintes localidades:
- Posto Administrativo de Nhamatanda:
  - Vila de Nhamatanda
  - Nhamatanda
- Posto Administrativo de Tica: 
  - Nhampoca
  - Tica